# Schloss Löwenstein

Schloss Löwenstein, Hauptansicht

Das Schloss Löwenstein ist ein Schloss in Kleinheubach im unterfränkischen Landkreis Miltenberg.

## Geschichte

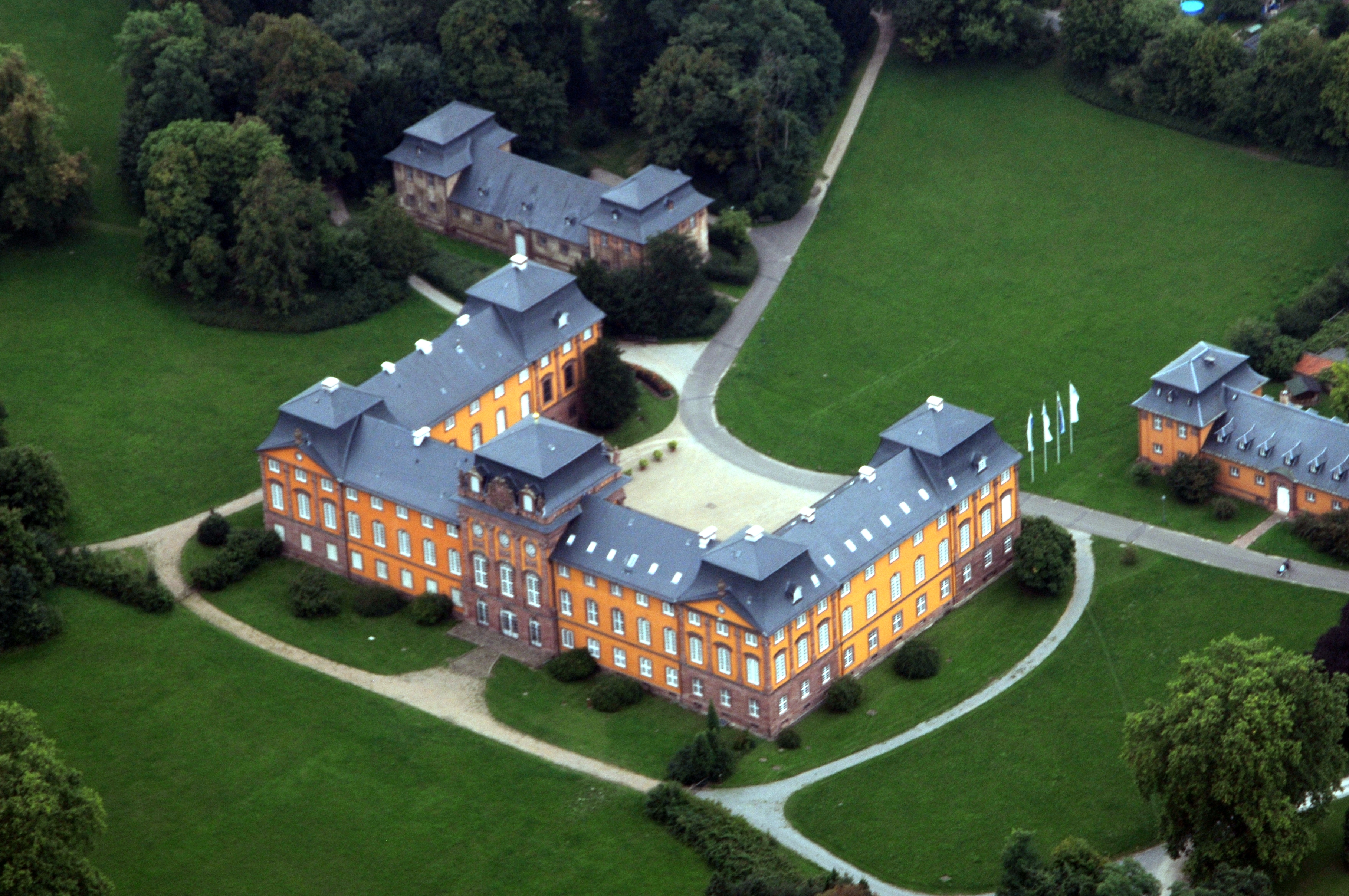
Schloss Löwenstein, Luftbild 2008

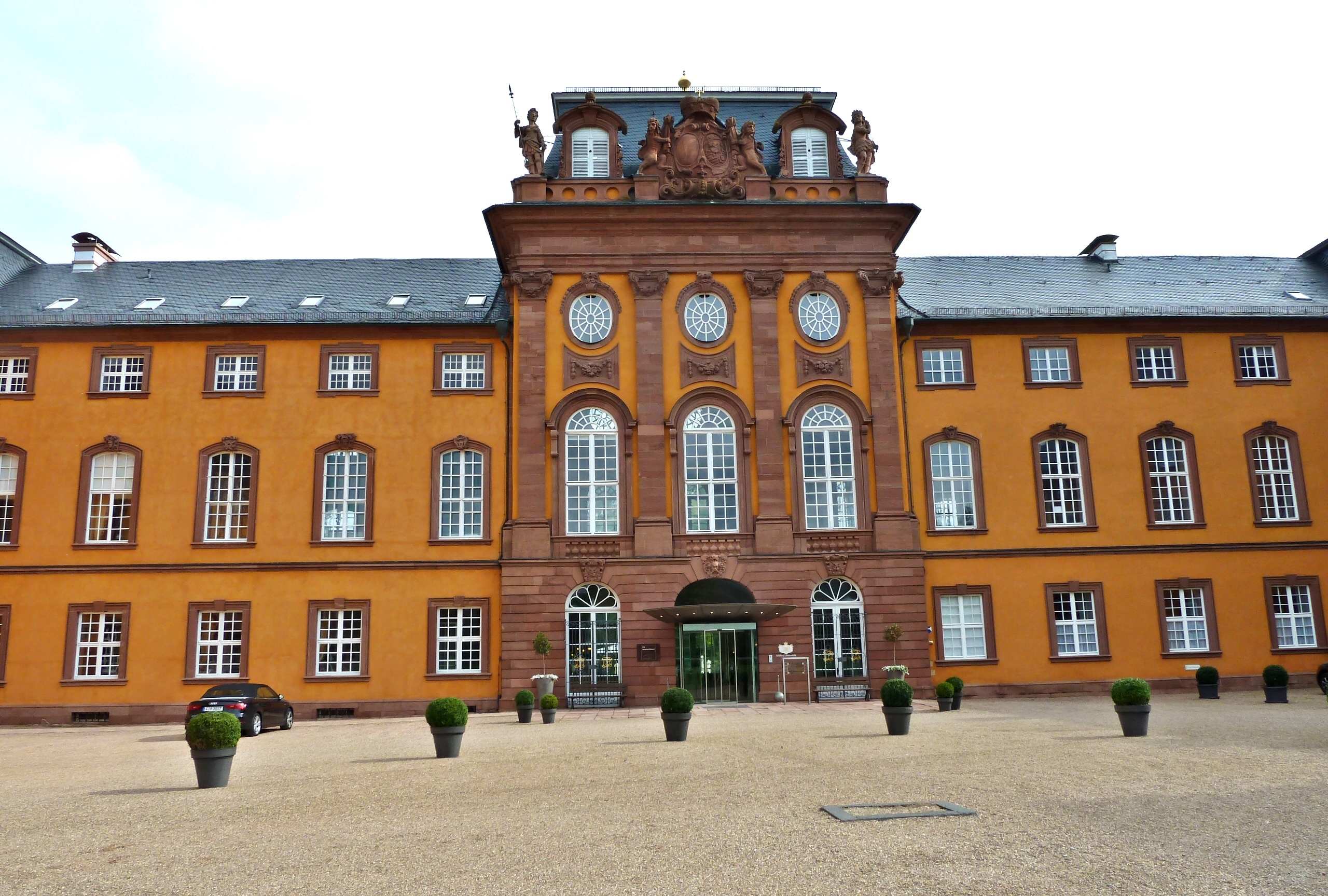
Schloss Löwenstein, Mittelbau

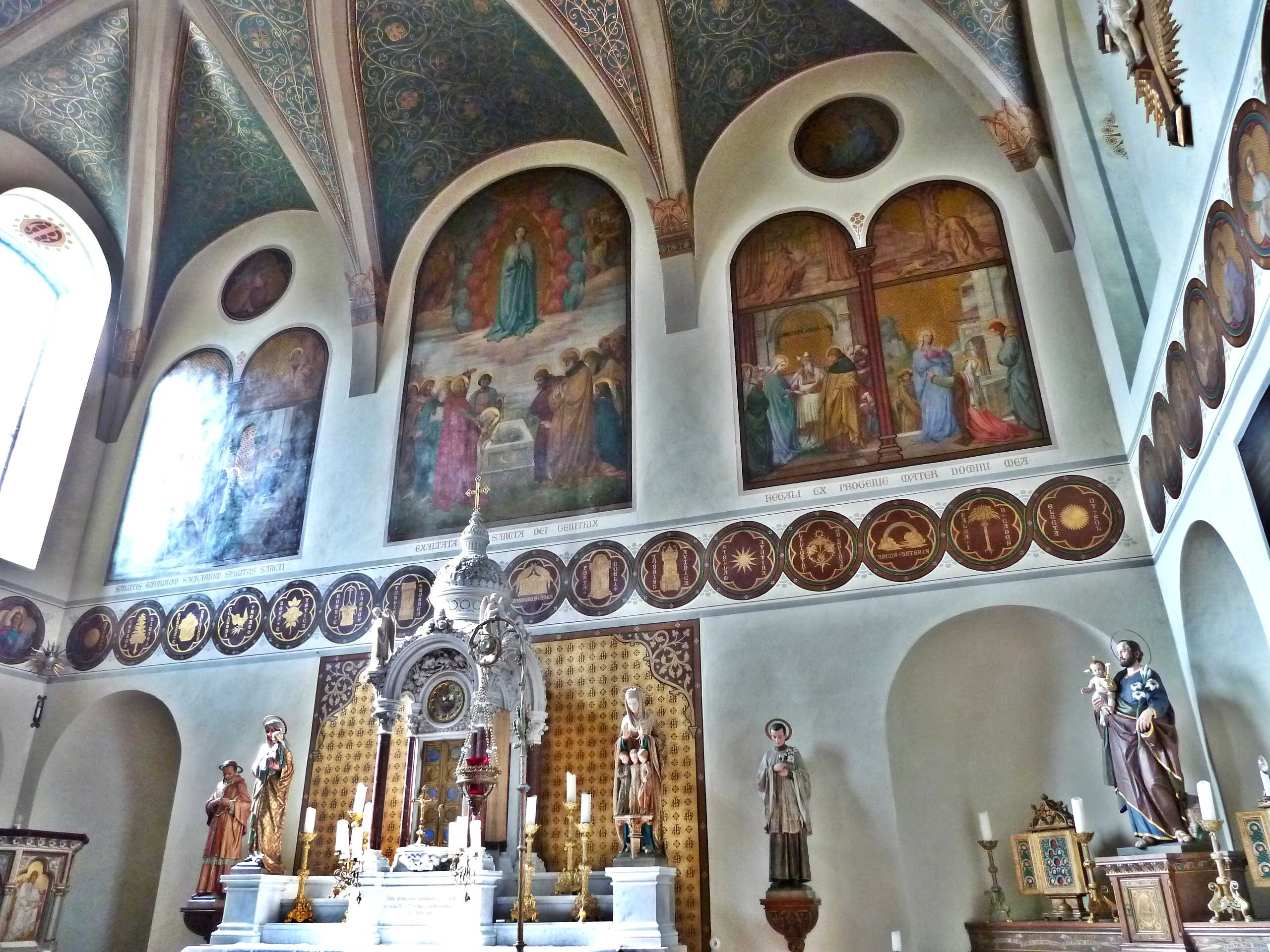
Schlosskapelle, Altarwand mit Gemälden Eduard von Steinles

1721 erwarb Fürst Dominik Marquard zu Löwenstein-Wertheim-Rochefort – aus der neuen katholischen Linie des alten Adelsgeschlechts – die Herrschaft Kleinheubach samt der von Georg Graf von Erbach gegen Ende des 16. Jahrhunderts erbauten Georgenburg von Friedrich Karl Graf zu Erbach-Erbach. Die Herrschaft Kleinheubach war nach dem letzten Grafen Philipp III. von Rieneck († 3. September 1559), dessen Frau Margarethe eine Gräfin von Erbach war, als pfälzisches Lehen an das Erbacher Geschlecht gefallen.
Dominik Marquard ließ das neue Schloss in den Jahren 1721 bis 1732 erbauen. Die Planung stammte von Louis Remy de la Fosse, der ab 1714 als leitender Architekt in Darmstadt in den Diensten des Landgrafen Ernst Ludwig von Hessen-Darmstadt stand. Die Ausführung der Arbeiten wurde von dem bekannten bayerischen Baumeister Johann Dientzenhofer († 1726) aus Bamberg sowie nach dessen Tod durch den Baumeister Rinscher aus Mannheim realisiert. Die Bildhauerarbeiten stammten von dem Würzburger Hofbildhauer Jakob van der Auwera; weitere bekannte Handwerker waren am Bau beteiligt.
Die Schlossanlage gilt aufgrund ihrer Großzügigkeit mit dem dreiflügligen Ehrenhof als ein bedeutendes Schloss des Spätbarock im südlichen Deutschland. Das heutige Schlossensemble wurde durch mehrere klassizistische Bauten ergänzt, das Gewächshaus (1780), den Dienerschaftsbau (1807–1824) und die Reitschule (1812). Die Schlosskapelle wurde 1870 von Eduard von Steinle, Leopold Bode und Ferdinand Becker im Nazarenerstil ausgemalt.
Heutiger Eigentümer des Komplexes ist die Fürst zu Löwenstein Stiftung, vertreten durch Alois Konstantin Fürst zu Löwenstein-Wertheim-Rosenberg.

## Nutzung
Das Schloss wurde 1948 von der Deutschen Post, bzw. dem Fernmeldetechnischen Zentralamt, zur Nutzung als Aus- und Bildungsstätte für den höheren und gehobenen fernmeldetechnischen Dienst angemietet. Auch die Telekom, vertreten durch die DeTeImmobilien, nutzte nach der Privatisierung als Rechtsnachfolgerin das Schloss weiter.
Seit 2012 wird das Schloss als Tagungsstätte von einem Tagungsspezialisten für historische Locations betrieben und ist auch Sitz des VDP-Weinguts Fürst Löwenstein. Ein Teil des Gebäudes dient der fürstlichen Familie als Wohnbereich.

## Galerie

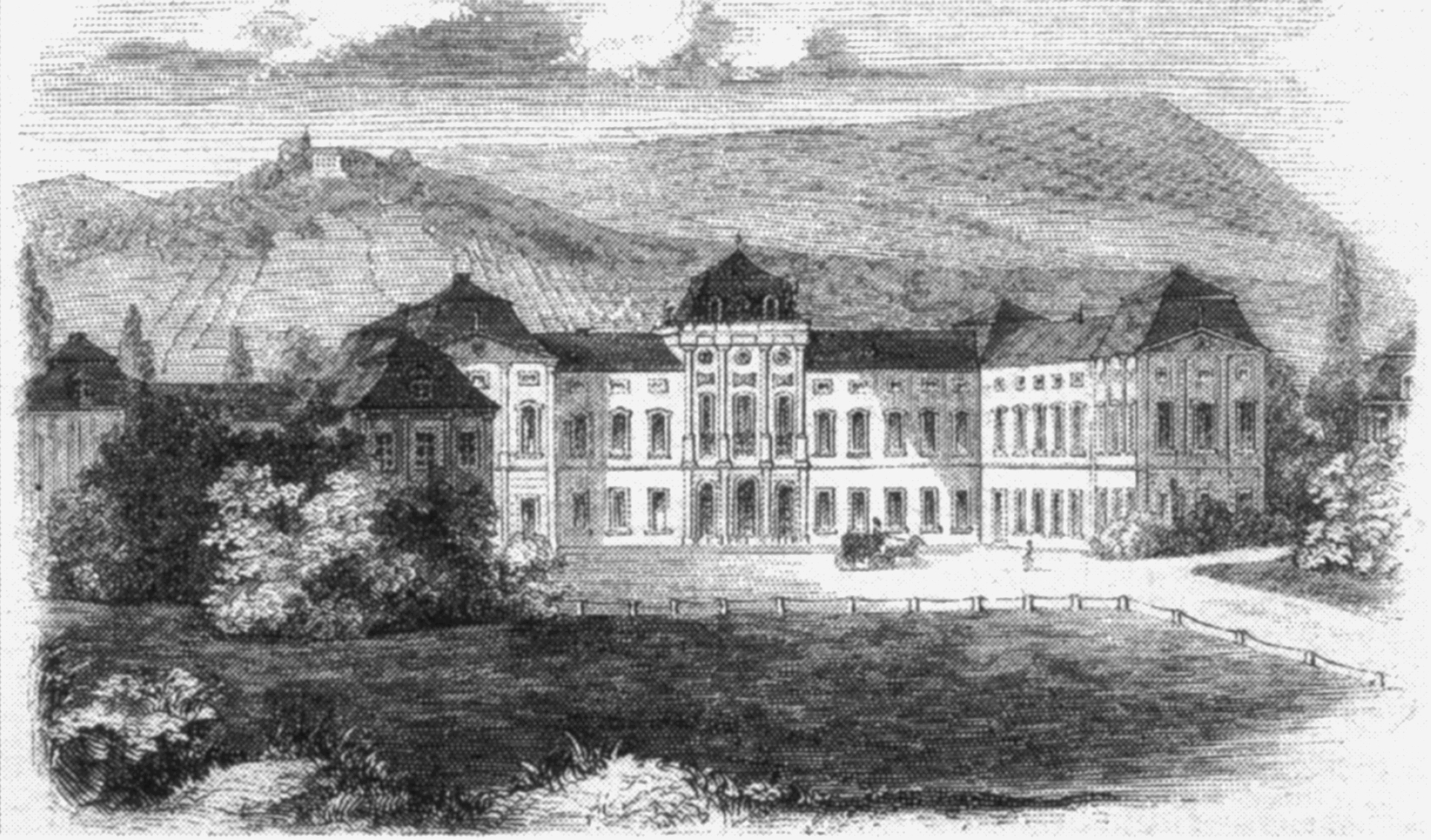
Schloss Löwenstein, Zeichnung von Wilhelm Völker, 1851
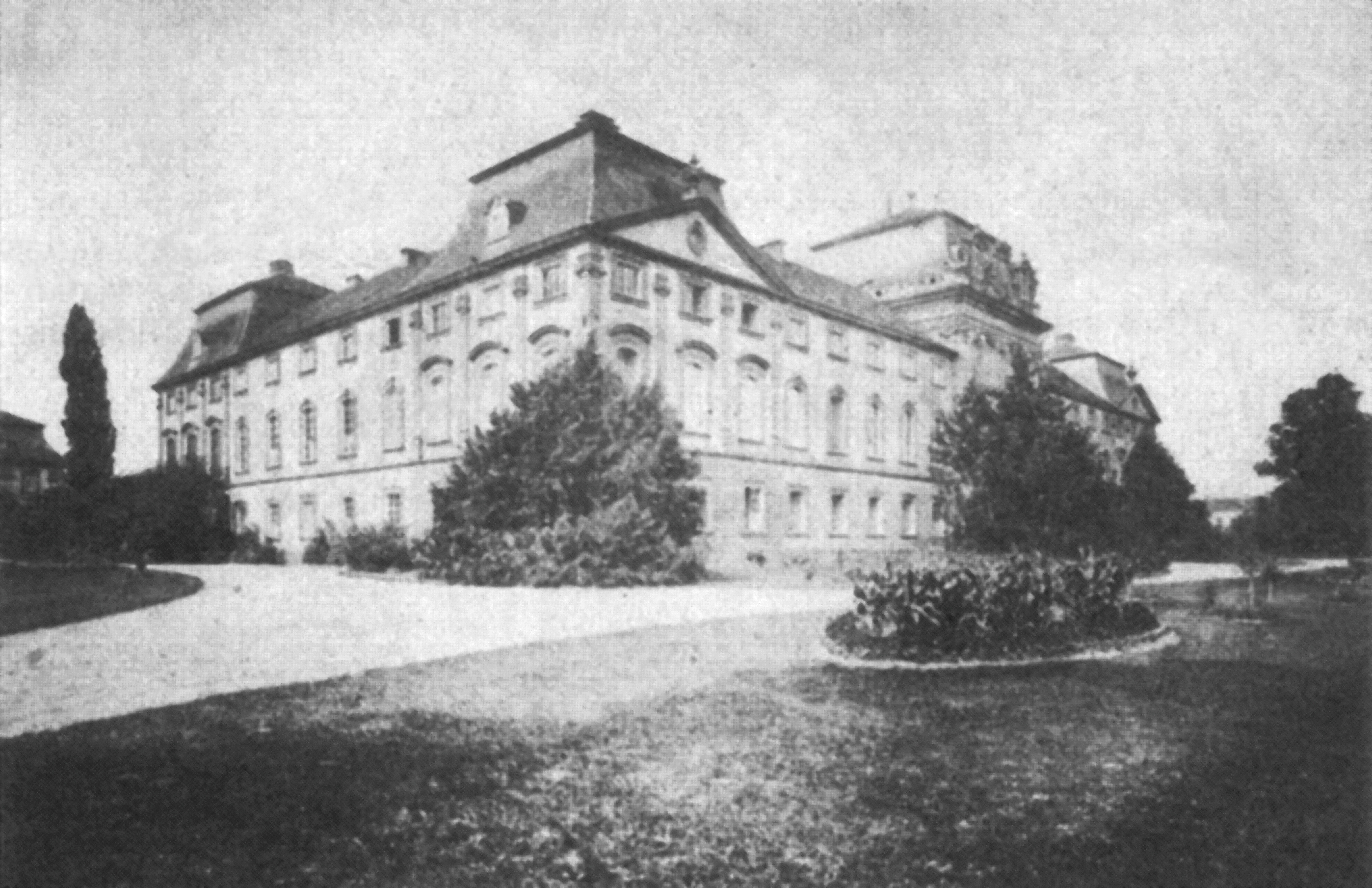
Blick auf das Schloss um 1880
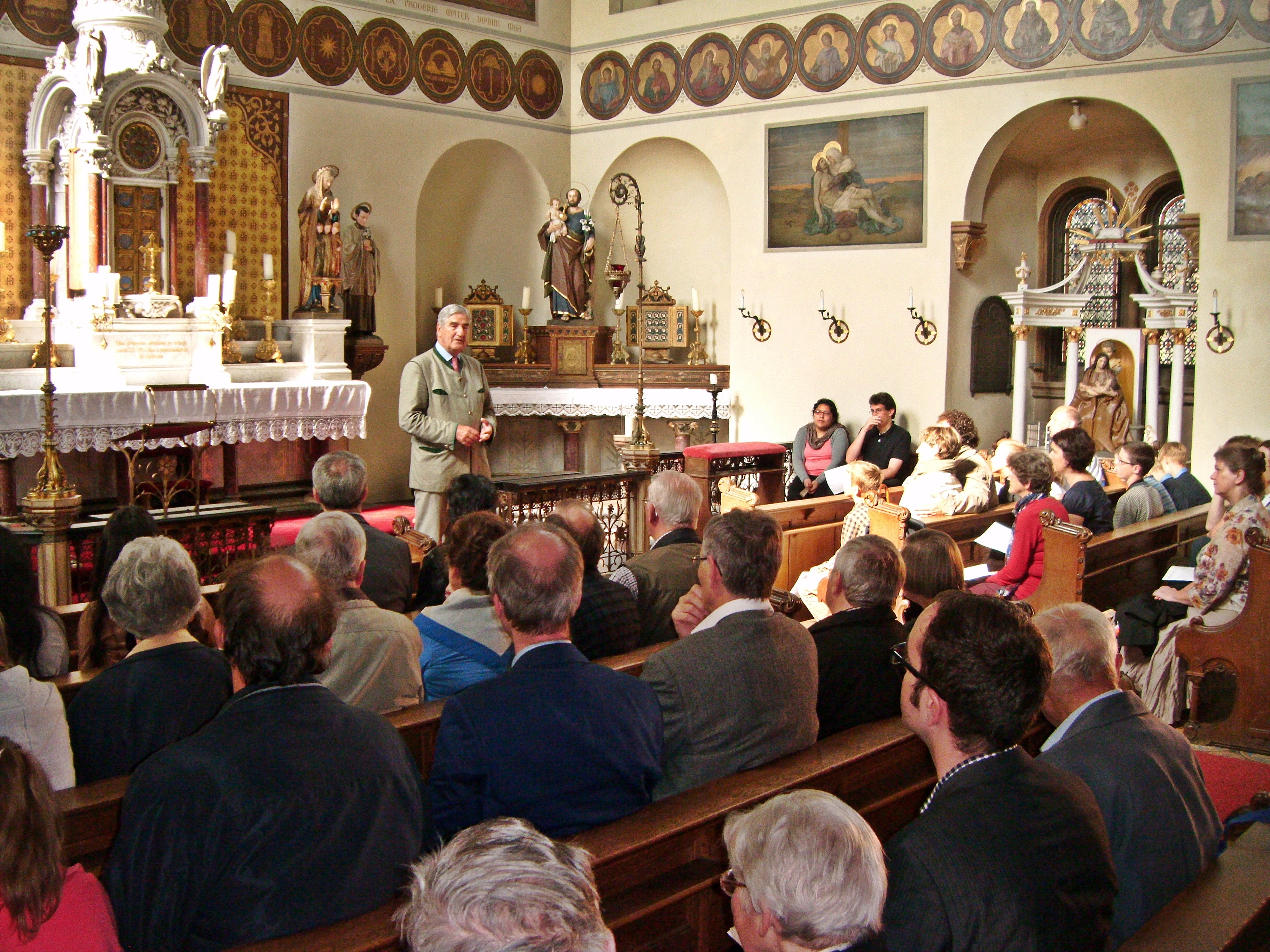
Schlosskapelle, Übersichtsfoto
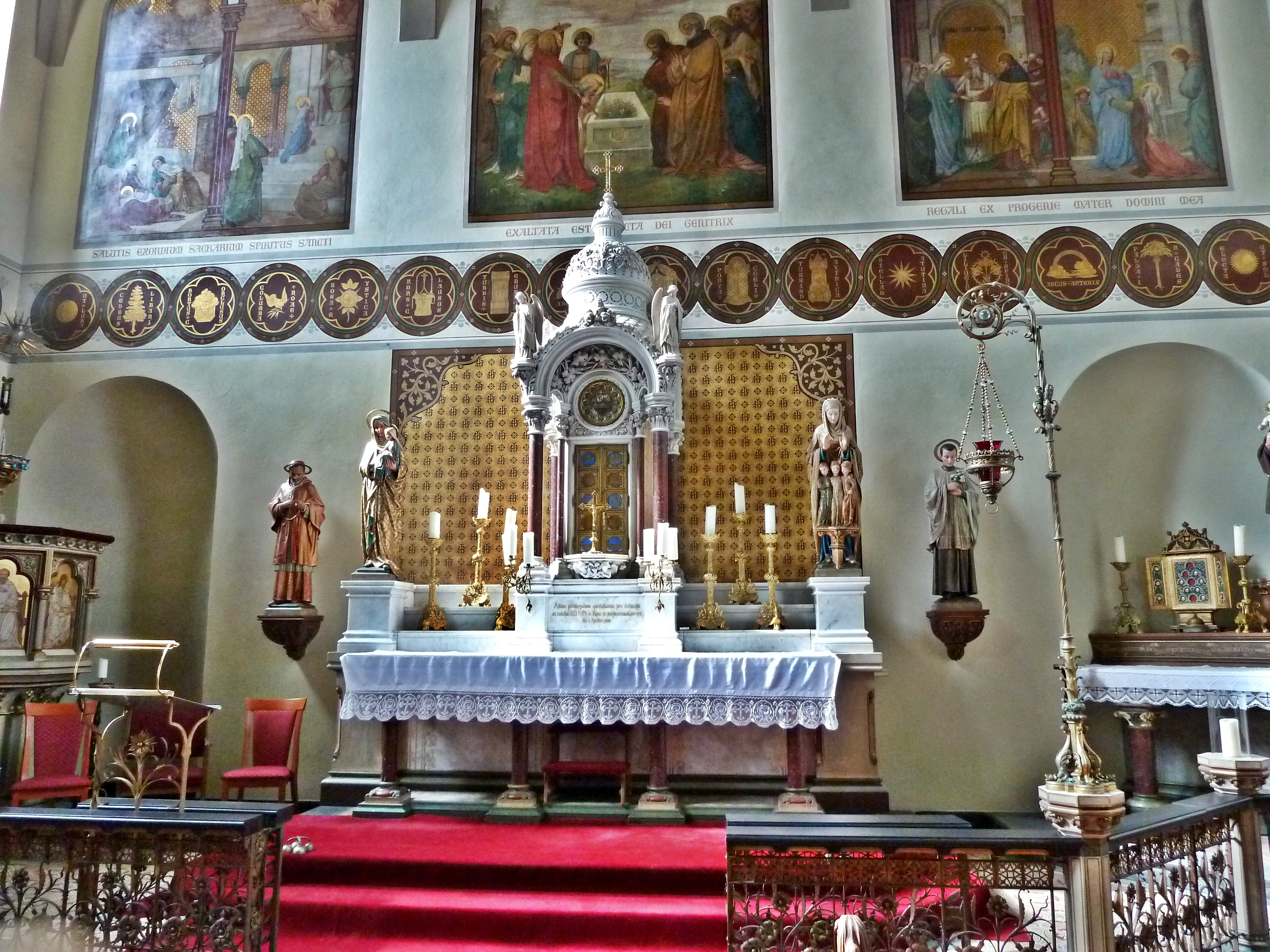
Schlosskapelle, Altarbereich
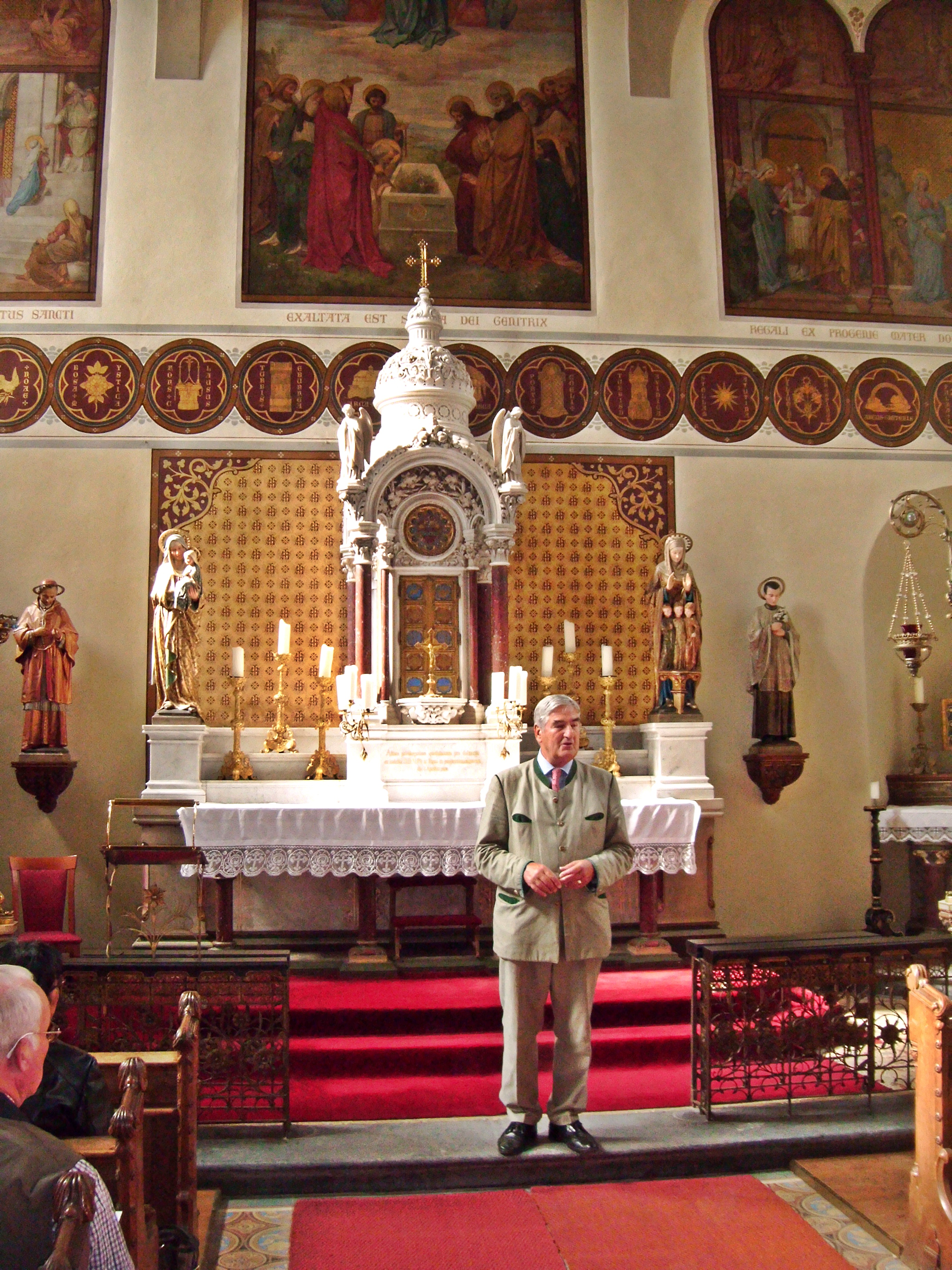
Hochaltar der Schlosskapelle, davor der Schlossherr Alois Konstantin Fürst zu Löwenstein-Wertheim-Rosenberg
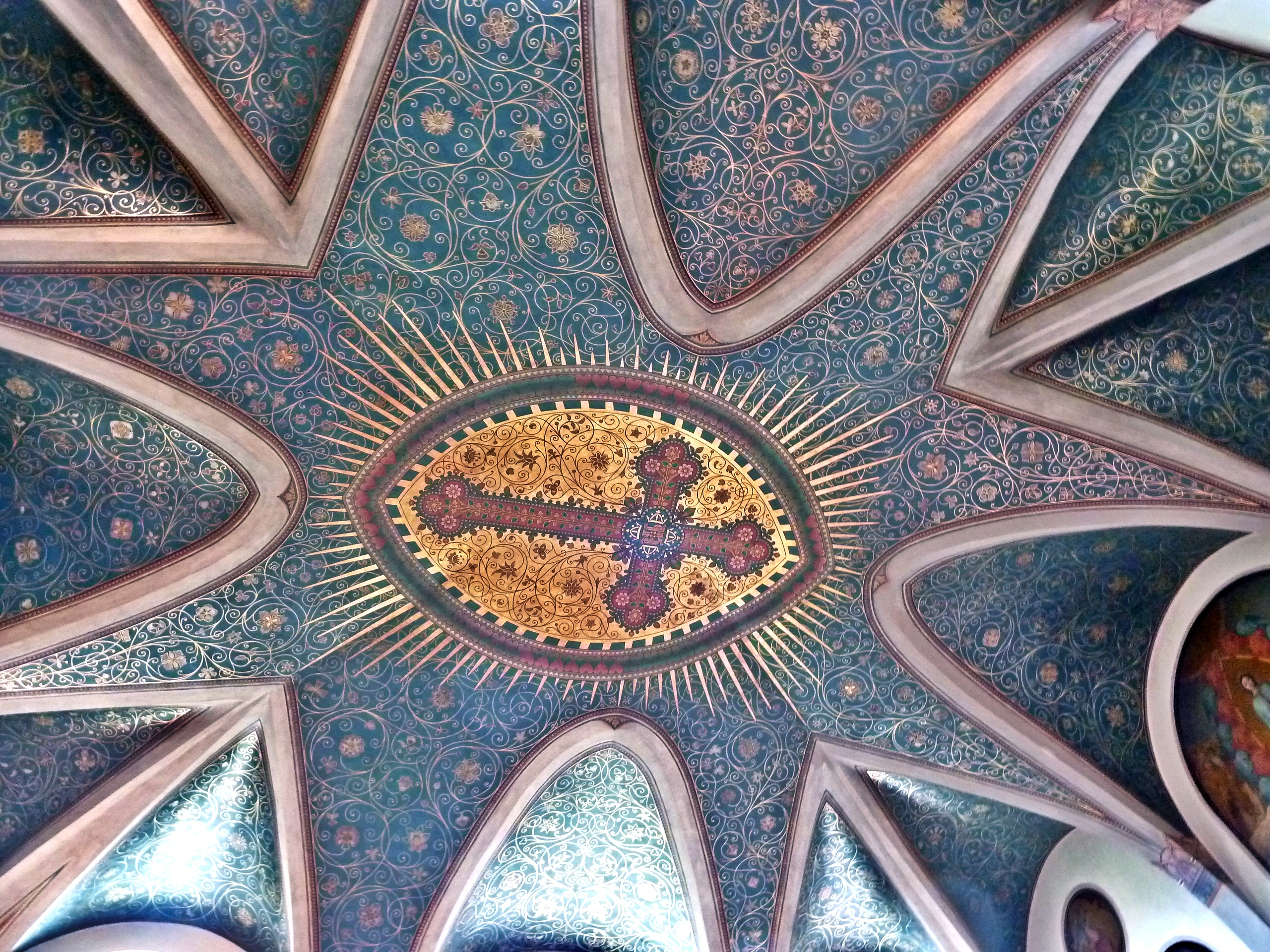
Decke der Schlosskapelle
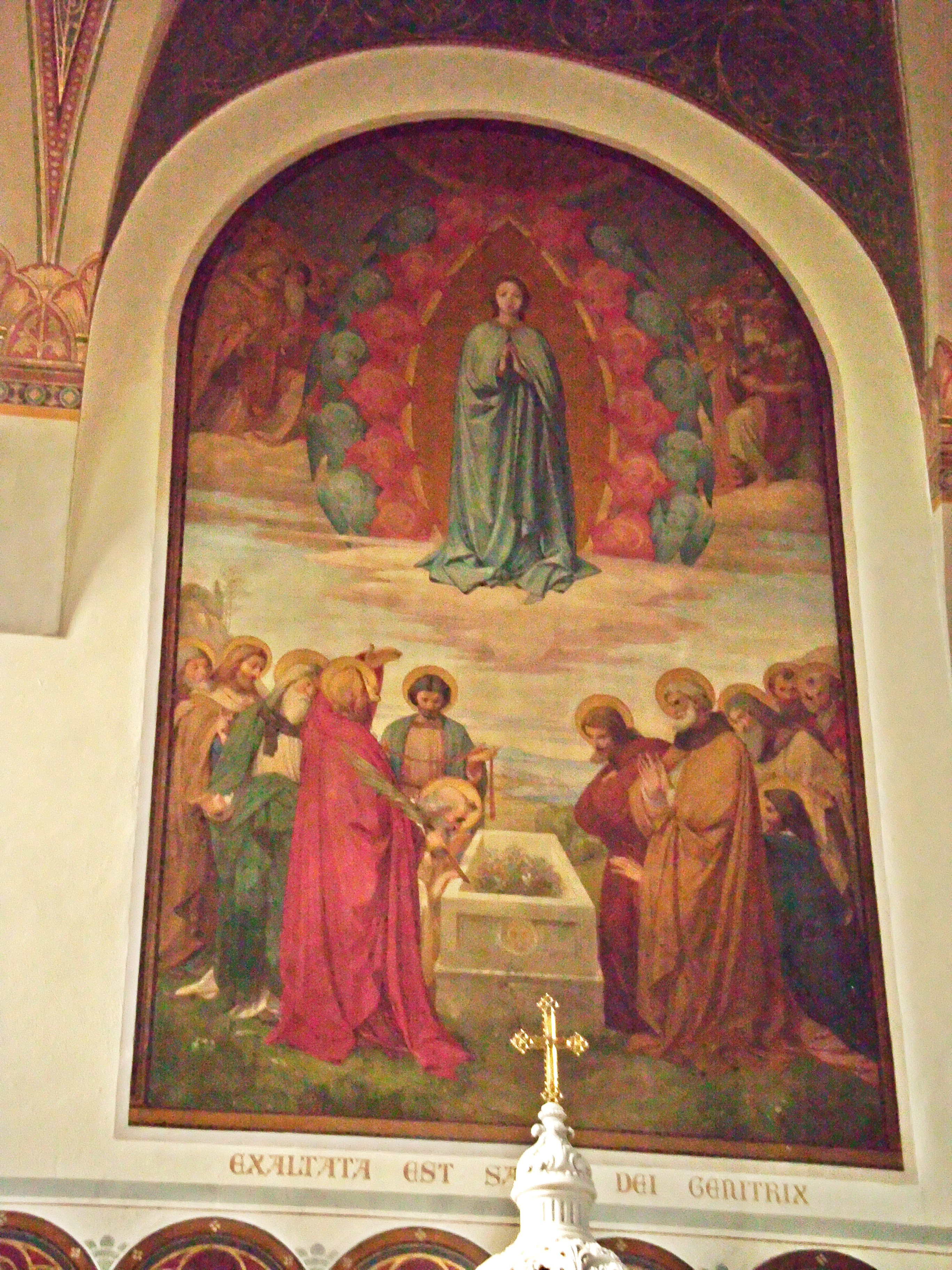
Mariä Aufnahme in den Himmel, Hochaltargemälde Eduard von Steinles in der Schlosskapelle
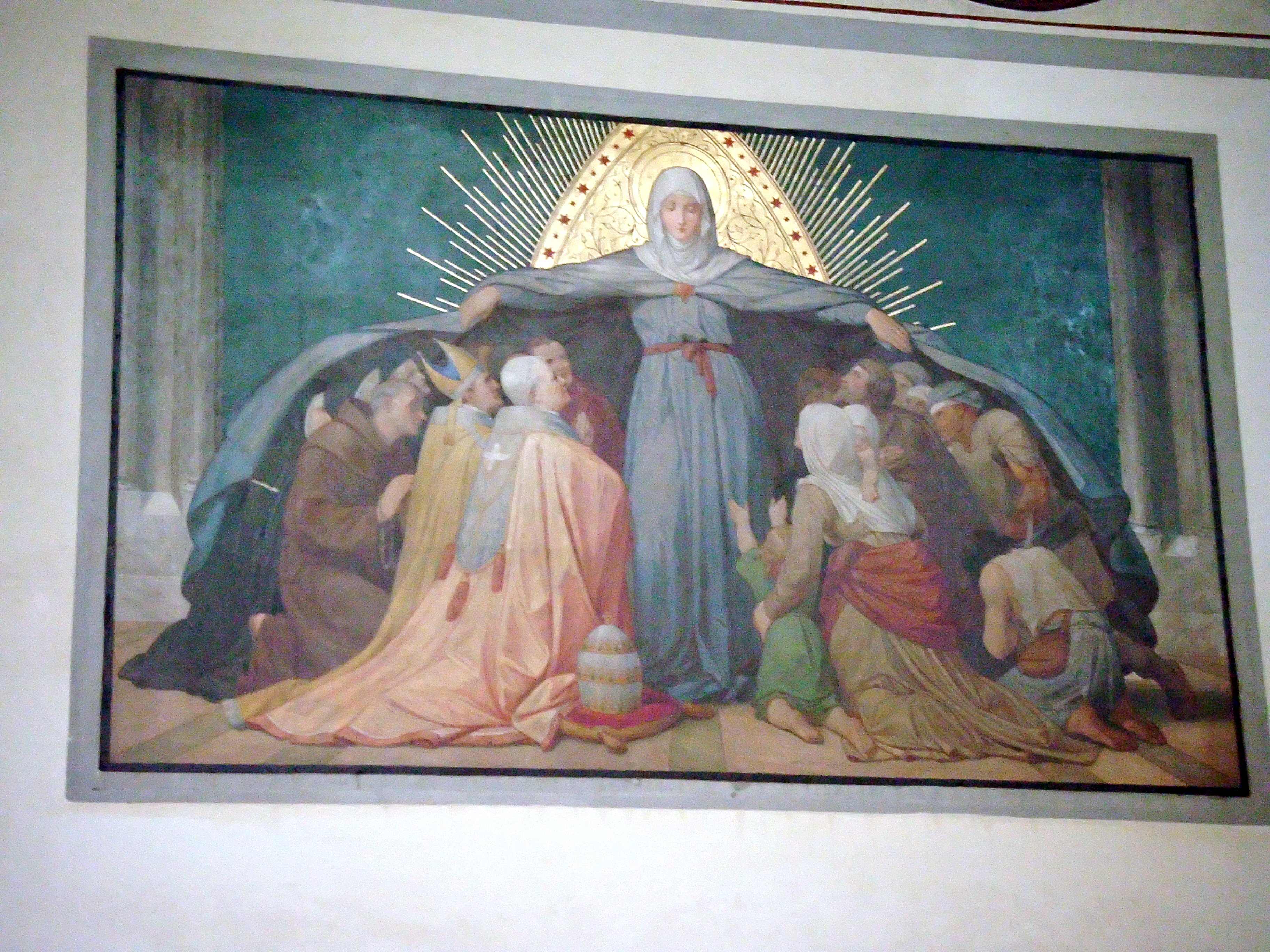
Schutzmantelmadonna von Ferdinand Becker in der Schlosskapelle
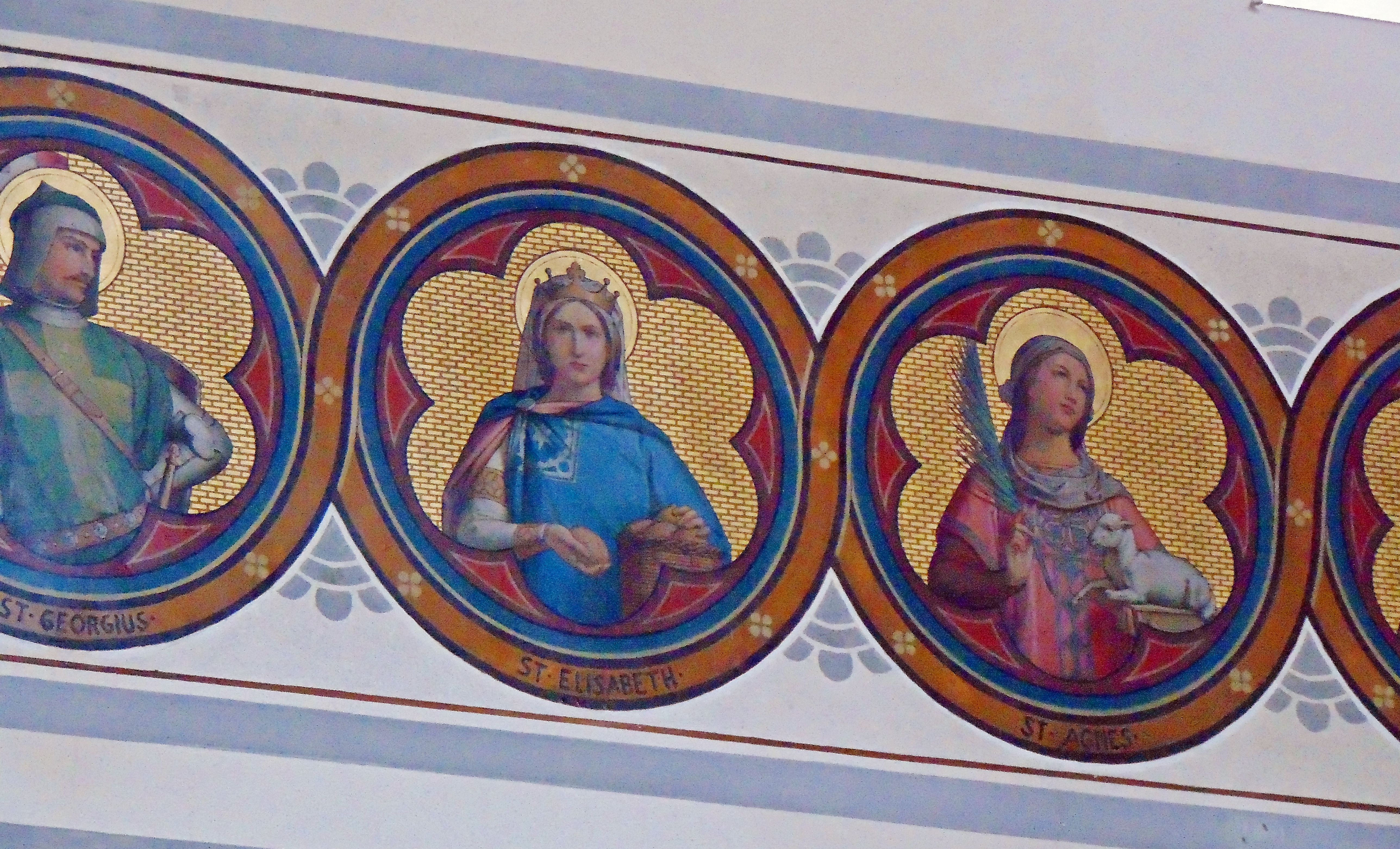
Heiligenmedaillons von Ferdinand Becker in der Schlosskapelle
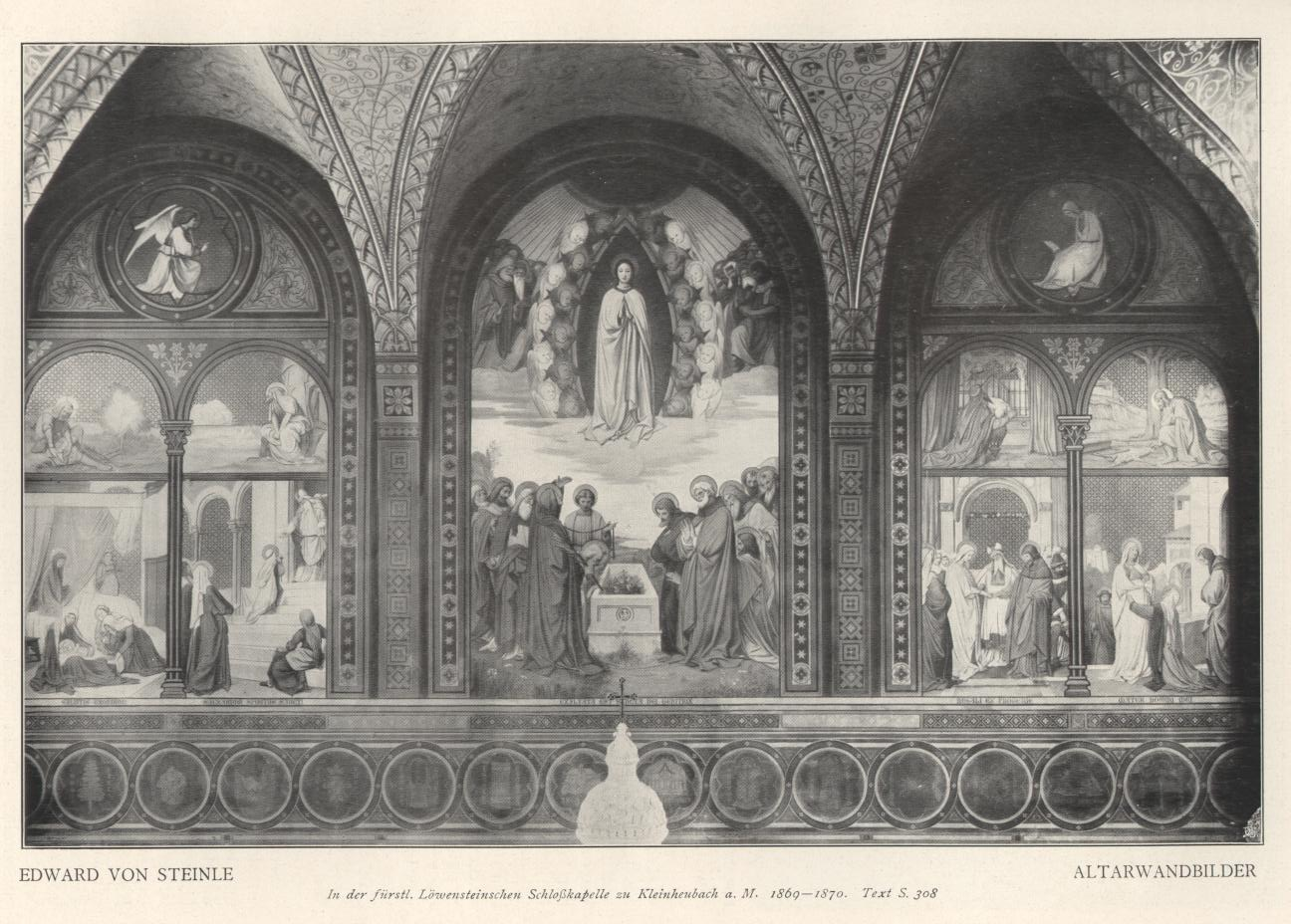
Historische Aufnahme der Hochaltarbilder von Eduard von Steinle, in der Schlosskapelle, 1909